# La Granja (métro de Santiago)
Pour les articles homonymes, voir La Granja.
La Granja est une station de la Ligne 4A du métro de Santiago, dans le commune de La Granja.

## La station
La station est ouverte depuis 2006.

## Origine étymologique
Cette station de chemin de fer métropolitain porte ce nom parce qu'elle est située dans la commune de La Granja.